# (20) Massalia
(20) Massalia ist ein Asteroid des inneren Hauptgürtels, der am 19. September 1852 vom italienischen Astronomen Annibale de Gasparis am Osservatorio Astronomico di Capodimonte in Neapel entdeckt wurde. Einen Tag später erfolgte noch eine unabhängige Entdeckung durch Jean Chacornac am Observatoire de Marseille, der das Objekt wahrscheinlich schon am 9. September beobachtet hatte.
Der Asteroid wurde benannt nach dem griechischen Namen der Stadt Marseille. Manchmal wurde auch die lateinische Schreibweise Massilia verwendet. Die Benennung erfolgte nach der Entdeckung in Marseille durch den französischen Astronomen Jean Elias Benjamin Valz. Er war auch einer der ersten, der die eingekreiste Zahl des Asteroiden  als Symbol vorschlug, die sich heute allgemein als eingeklammerte oder freistehende Nummerdarstellung durchgesetzt hat. De Gasparis, der den Asteroiden nach einem Vorschlag von Wilhelm Herschel Themis nennen wollte, willigte aber in Valz’ Namensgebung ein, die auch den ersten Namen für einen Kleinplaneten darstellt, der nicht aus der antiken Mythologie stammt.

## Wissenschaftliche Auswertung
Mit Daten radiometrischer Beobachtungen im Infraroten am Mauna-Kea-Observatorium auf Hawaiʻi vom Juni 1974 und am Cerro Tololo Inter-American Observatory in Chile von 1974 wurden für (20) Massalia erstmals Werte für den Durchmesser und die Albedo von 133 und 132 km bzw. 0,16 bestimmt. Radarastronomische Untersuchungen am Arecibo-Observatorium vom 2. bis 7. Dezember 1987 bei 2,38 GHz ergaben für den Asteroiden einen effektiven Durchmesser von 145 ± 17 km. Aus Ergebnissen der IRAS Minor Planet Survey (IMPS) wurden 1992 Angaben zu Durchmesser und Albedo für zahlreiche Asteroiden abgeleitet, darunter auch (20) Massalia, für die damals Werte von 145,5 km bzw. 0,21 erhalten wurden. Eine Auswertung von Beobachtungen durch das Projekt NEOWISE im nahen Infrarot führte 2012 zu vorläufigen Werten für den Durchmesser und die Albedo im sichtbaren Bereich von 135,7 km bzw. 0,24.
Spektroskopische Aufnahmen im mittleren Infrarot mit dem Stratosphären-Observatorium für Infrarot-Astronomie (SOFIA) am 27. Januar 2022 lieferten Hinweise darauf, dass im Oberflächenmaterial von (20) Massalia Wasser in molekularer Form in einer Konzentration von etwa 0,045 % vorliegt, ähnlich wie auf dem Mond.

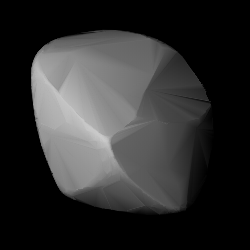
Berechnetes 3D-Modell von (20) Massalia

Photometrische Beobachtungen von (20) Massalia fanden erstmals statt vom 27. März bis 15. Mai 1955 am Yerkes-Observatorium in Wisconsin und am McDonald-Observatorium in Texas. Die in sechs Nächten aufgezeichneten Lichtkurven wurden zu einer Rotationsperiode von 8,098 h ausgewertet. Dieser Datensatz führte auch zur erstmaligen Entdeckung des Oppositionseffekts bei einem Asteroiden. Bei neuen Messungen am 25. Januar 1958 am McDonald-Observatorium konnte eine Lichtkurve registriert werden, es wurde aber kein Wert für die Periode abgeleitet. Beobachtungen in China am 9. Januar 1962 konnten den Wert der Rotationsperiode bestätigen und auch Aussagen zur Lage der Rotationsachse treffen, während Messungen am 28. März 1970 am Kitt-Peak-Nationalobservatorium in Arizona zu den früheren Messdaten passten, ebenso wie eine Messung am 8. September 1979 in der Sowjetunion, die eine Periode von 8,0981 h und eine retrograde Rotation vorschlug.
Nach einer weiteren Beobachtung am 15. Oktober 1983 am Osservatorio Astrofisico di Catania und am Osservatorio Astronomico di Collurania-Teramo in Italien konnten aus den archivierten Daten seit 1955 ebenfalls zwei alternative Positionen für die Rotationsachse sowie die Achsenverhältnisse eines zweiachsig-ellipsoidischen Gestaltmodells berechnet werden. Dies gelang auch nach einer Beobachtung am 28. November 1983 am Observatorio del Teide auf Teneriffa. Aus den bis 1983 archivierten Daten berechnete dann eine Untersuchung von 1986 zwei alternative Lösungen für die Position der Rotationsachse mit prograder Rotation sowie eine Periode von 8,0976 h und das Achsenverhältnis für eine zweiachsig-ellipsoidische Gestalt des Asteroiden.
Weitere Beobachtungen erfolgten vom 3. bis 13. August 1986 während drei Nächten am Osservatorio Astronomico di Collurania-Teramo. Aus den Daten der Beobachtungen von 1955 bis 1986 wurden zwei alternative Lösungen für die Position der Rotationsachse mit einer prograden Rotation und eine Periode von 8,0976 h abgeleitet, außerdem wurden wieder Achsenverhältnisse berechnet. Neue Messungen am 25. und 26. Januar 1992 am La-Silla-Observatorium in Chile führten in der Auswertung zu einer Rotationsperiode von 8,0926 h, während eine Untersuchung von 1999 aus den archivierten Daten eine Rotationsperiode von 8,0976 h und zwei alternative Positionen für die Rotationsachse mit prograder Rotation berechnete. Neue photometrische Beobachtungen des Asteroiden gelangen vom 20. Oktober 1998 bis 21. Januar 1999 an der Außenstelle Tschuhujiw des Charkiw-Observatoriums in der Ukraine und am Krim-Observatorium in Simejis. Aus der Lichtkurve wurde hier eine Rotationsperiode von 8,0994 h abgeleitet.
Aus 18 im Uppsala Asteroid Photometric Catalogue (UAPC) archivierten Lichtkurven der Beobachtungsjahre 1955 bis 1992 wurde in einer Untersuchung von 2002 erstmals ein dreidimensionales, ziemlich sphärisches Gestaltmodell mit großen planaren, nicht konvexen Teilen der Oberfläche berechnet. Es wurden dazu zwei alternative Rotationsachsen mit prograder Rotation und eine Periode von 8,09771 h gefunden. Die Auswertung von 36 vorliegenden Lichtkurven führte dann in einer Untersuchung von 2016 erneut zur Erstellung eines dreidimensionalen Gestaltmodells mit zwei alternativen Rotationsachsen mit prograder Rotation und einer Periode von 8,09759 h. Neue photometrische Beobachtungen von (20) Massalia erfolgten noch einmal vom 10. November bis 8. Dezember 2017 und am 13. März 2019 mit den ferngesteuerten Teleskopen TRAPPIST-North am Oukaïmeden-Observatorium in Marokko und TRAPPIST-South am La-Silla-Observatorium. Aus der Lichtkurve wurde hier eine Rotationsperiode von 8,0979 h bestimmt.
Bereits in einer Untersuchung von 2009 war aus 48 archivierten Beobachtungen des Astrometrie-Satelliten Hipparcos für den Asteroiden (20) Massalia eine Rotationsachse, allerdings mit retrograder Rotation, eine Periode von 8,09971 h sowie Achsenverhältnisse eines dreiachsig-ellipsoidischen Gestaltmodells berechnet worden. Bei einer neuen Auswertung konnten 2019 für ein dreiachsig-ellipsoidisches Gestaltmodell nur mehrere stark voneinander abweichende Lösungen berechnet werden. Zusätzlich wurde die Berechnung aber auch für ein cellinoid-förmiges Gestaltmodell (ähnlich einem flachgedrückten Ei) durchgeführt. Hier wurde eine eindeutige Rotationsachse mit prograder Rotation und eine Periode von 8,0973 h gefunden.
Aus den photometrischen Daten der Jahre 1955–2017 in Verbindung mit Daten der Raumsonde Gaia wurde dann in einer Untersuchung von 2020 mit dem Algorithmus Shaping Asteroids with Genetic Evolution (SAGE) wieder ein Gestaltmodell mit zwei alternativen Position für die Rotationsachse mit prograder Rotation und eine Rotationsperiode von 8,097587 h berechnet. Eine Anwendung thermophysikalischer Modelle ergab zunächst einen Wert für den Durchmesser von 145 ± 2 km, der unter Verwendung von Beobachtungsdaten einer Sternbedeckung durch den Asteroiden vom 9. Oktober 2012 für die zwei alternativen Rotationsachsen auf Werte von 107+5−3 bzw. 114+6−10 km verbessert werden konnte.
Zwischen 2012 und 2018 wurden mit der All-Sky Automated Survey for Supernovae (ASAS-SN) auch photometrische Daten von 20.000 Asteroiden aufgezeichnet. Auf mehr als 5000 davon konnte erfolgreich die Methode der konvexen Inversion angewendet werden, darunter auch (20) Massalia, für die in einer Untersuchung von 2021 ein verbessertes dreidimensionales Gestaltmodell für zwei alternative Rotationsachsen mit prograder Rotation und einer Periode von 8,0976 h berechnet wurde.
Die Auswertung astrometrischer Daten, die bei der Begegnung von (20) Massalia mit anderen Asteroiden von Gaia aufgezeichnet wurden, führte in einer Untersuchung von 2007 zu einer Abschätzung der Masse von (20) Massalia zu 3,78·1018 kg bei einer Unsicherheit von ±3 %. Durch die Auswertung u. a. einer nahen Begegnung von (20) Massalia mit (44) Nysa am 11. April 1988 bis auf 5,6 Mio. km Abstand bei einer Relativgeschwindigkeit von 1,7 km/s konnte eine Untersuchung von 2011 die Masse von (20) Massalia auf 3,34·1018 kg bestimmen. Aus der Schüttdichte von 2,08 g/cm³ ergab sich mit einer angenommenen Materialdichte für Asteroiden dieses Typs von 3,56 g/cm³ eine Porosität im Bereich von 41 %. Abschätzungen von Masse und Dichte für den Asteroiden aufgrund von gravitativen Beeinflussungen auf Testkörper ergaben dann in einer Untersuchung von 2012 eine Masse von etwa 5,00·1018 kg, was mit einem angenommenen Durchmesser von etwa 137 km zu einer Dichte von 3,71 g/cm³ führte bei keiner Porosität. Diese Werte besitzen eine Unsicherheit im Bereich von ±28 %. Eine weitere Untersuchung von 2017 bestimmte die Masse von (20) Massalia zu etwa 5,35·1018 kg mit einer Unsicherheit von ±15 %.

## Massalia-Familie
(20) Massalia ist namensgebendes und größtes Mitglied einer Asteroidenfamilie mit ähnlichen Bahneigenschaften, wie eine Große Halbachse von 2,31–2,48 AE, eine Exzentrizität von 0,15–0,18 und eine Bahnneigung von 1,1°–2,0°. Taxonomisch handelt es sich um Asteroiden der Spektralklasse S, Q und C, die mittlere Albedo liegt bei 0,24. Der Massalia-Familie wurden im Jahr 2019 etwa 9500 Mitglieder zugerechnet, ihr Alter wurde auf 180 ± 27 Mio. Jahre geschätzt. Die Familie könnte entstanden sein, als ein Ursprungskörper von etwa 137 km Durchmesser von einem Impaktor mit einer Größe von mindestens 3 km getroffen wurde, wodurch er aber nur etwa 3,3 % seiner Masse verlor.